# Asamblea Legislativa de Sudán del Sur
La Asamblea Legislativa de Sudán del Sur (en inglés: Southern Sudan Legislative Assembly) es el parlamento unicameral que ejerce el poder legislativo en la República de Sudán del Sur.

## Historia
Se estableció en el año 2005 como consecuencia de la aprobación de la constitución provisional de Sudán del Sur de ese año. En espera de las elecciones en 2009, todos los 170 miembros fueron nombrados de acuerdo con la siguiente fórmula, según el Acuerdo General de Paz (CPA): 70% de los escaños para el SPLM, el 15% para el PNC, y el 15% para otras partidos. La Asamblea se reúne en Juba, la capital nacional.
Igga James Wani es el presidente de la Asamblea Legislativa de Sudán del Sur.

## Escaños por partido
| Partido                                      | Acrónimo | Líder                            | Escaños |
| -------------------------------------------- | -------- | -------------------------------- | ------- |
| Movimiento de Liberación del Pueblo de Sudán | MLPS     | Dr. Ann Itto (Por el sector sur) | 160     |
| Cambio democrático                           | CD       | Riek Gai (Por el sector sur)     | 4       |
| Independientes                               | I        |                                  | 6       |